# Умершие в октябре 1994 года
Это список известных людей, соответствующих установленным критериям значимости (см. Википедия:Критерии значимости персоналий), умерших в октябре 1994 года.
Причина смерти указывается лишь в исключительных случаях (убийство, самоубийство, гибель в результате военных действий, смертная казнь, ДТП или несчастные случаи). В остальных случаях — не указывается.
- 1 октября — Анатолий Крохалёв (83) — Герой Советского Союза.
- 2 октября — Вениамин Гусев (71) — Герой Советского Союза.
- 2 октября — Владимир Карлов (80) — советский политический деятель, 1-й секретарь Калининского областного комитета КПСС (1959-1960), Герой Социалистического Труда.
- 3 октября — Инга Андроникова (57) — советский этнограф-цыганолог.
- 3 октября — Алексей Молчанов (70) — Герой Советского Союза.
- 3 октября — Дмитрий Хоменко (70) — Полный кавалер ордена Славы.
- 4 октября — Шмуэль Мерлин (84) — израильский политический деятель, активист движения ревизионистского сионизма.
- 4 октября — Эльнур Нуриев — азербайджанский военный деятель, сержант, Национальный герой Азербайджана.
- 5 октября — Михаил Данилов (57) — советский и российский актёр театра и кино, народный артист РСФСР
- 5 октября — Владимир Прокопенко (76) — Герой Советского Союза.
- 5 октября — Вадим Фролов (75) — писатель, театральный критик, редактор.
- 7 октября — Пётр Альберти (80) — русский советский художник, живописец.
- 7 октября — Майя Булгакова (62) — советская и российская актриса театра и кино, народная артистка РСФСР (1976); автокатастрофа.
- 7 октября — Леонид Завадский (46) — известный российский криминальный авторитет.
- 7 октября — Владимир Хомрач (74) — Герой Советского Союза.
- 7 октября — Виктор Хатулев (39) — советский хоккеист.
- 8 октября — Николай Гаркуша (79) — участник Великой Отечественной войны, полный кавалер Ордена Славы.
- 10 октября — Николай Каретников (64) — российский композитор.
- 10 октября — Георгий Ульянов (70) — Герой Советского Союза.
- 10 октября — Александр Фролов (73) — Герой Советского Союза.
- 11 октября — Якуб Кулмый (76) — башкирский поэт, поэт-песенник.
- 11 октября — Зосим Макаров (74) — Герой Советского Союза.
- 12 октября — Яков Пункин (72) — советский борец классического стиля, олимпийский чемпион, заслуженный мастер спорта СССР.
- 12 октября — Михаил Садовский (89) — советский геофизик-сейсмолог.
- 12 октября — Полина Табачникова (93) — советская украинская актриса театра и кино. Народная артистка УССР.
- 13 октября — Фёдор Фёдоров (83) — советский и белорусский физик-теоретик, академик Национальной академии наук Беларуси.
- 14 октября — Николай Скоморохов (74) — дважды Герой Советского Союза.
- 16 октября — Фархад Зейналов (65) — тюрколог, доктор филологических наук.
- 16 октября — Константин Обухов (71) — советский государственный деятель.
- 17 октября — Дмитрий Холодов (27) — российский журналист; убийство.
- 18 октября — Владимир Небера (70) — советский и украинский кинорежиссёр-документалист, оператор и педагог.
- 19 октября — Павел Горошек (69) — Участник Великой Отечественной войны. Герой Советского Союза.
- 19 октября — Константин Кузнецов (85) — Участник Великой Отечественной войны. Герой Советского Союза.
- 20 октября — Сергей Бондарчук (74) — выдающийся советский актёр и режиссёр, народный артист СССР (1952).
- 20 октября — Берт Ланкастер (80) — один из самых успешных американских актёров.
- 20 октября — Иван Лупырев (72) — капитан Советской Армии, участник Великой Отечественной войны, Герой Советского Союза.
- 23 октября — Григорий Мелик-Авакян (74) — армянский режиссёр, сценарист.
- 24 октября — Анна Берзер (77) — российский литературный критик и редактор.
- 24 октября — Анатолий Велюгин (70) — белорусский советский поэт.
- 24 октября — Олег Смирнов (75) — Участник Великой Отечественной войны. Герой Советского Союза.
- 24 октября — Александр Шелепин (76) — советский партийно-государственный деятель, 2-й глава КГБ (1958—1961).
- 26 октября — Владлен Бахнов (70) — советский поэт, журналист, драматург, сценарист.
- 27 октября — Александр Гайдай (75) — русский советский поэт, журналист.
- 27 октября — Николай Лыфарь (70) — Полный кавалер Ордена Славы.
- 29 октября — Шломо Горен — третий главный ашкеназский раввин Израиля.
- 30 октября — Михаил Львовский (75) — русский поэт-песенник, драматург, сценарист.